# BS Sport Berbroek-Schulen
BS Sport Berbroek-Schulen was een Belgische voetbalclub. De club was aangesloten bij de KBVB met stamnummer 5470 en had blauw en rood als clubkleuren.

## Geschiedenis
Op 1 maart 1958 werd Rapid Schulen (stamnummer 5470) opgericht, een club uit Schulen, deelgemeente van Herk-de-Stad. In 2001 fuseerde Rapid Schulen met FC Eendracht Berbroek (stamnummer 7234) uit Berbroek om BS Sport Berbroek-Schulen (stamnummer 5470) te vormen. Zowel de terreinen in Schulen als Berbroek worden voor deze club gebruikt. De jeugdreeksen worden afgewerkt op de velden in Schulen, terwijl de junioren, reserven en eerste ploeg gebruikmaken van het veld in Berbroek. Het eerste elftal speelt in de Limburgse provinciale reeksen.
In 2022 besluit de club echter zichzelf te ontbinden.

## Resultaten
| Seizoen | Klasse | Klasse | Klasse | Klasse | Klasse | Klasse | Klasse | Klasse | Klasse | Reeks               | Punten | Opmerkingen                                      |
|         | I      | I      | II     | III    | IV     | P.I    | P.II   | P.III  | P.IV   |                     |        |                                                  |
| ------- | ------ | ------ | ------ | ------ | ------ | ------ | ------ | ------ | ------ | ------------------- | ------ | ------------------------------------------------ |
| 2004/05 |        |        |        |        |        |        |        | 2      |        | Derde prov. Lim. C  | 58     |                                                  |
| 2005/06 |        |        |        |        |        |        |        | 5      |        | Derde prov. Lim. A  | 49     |                                                  |
| 2006/07 |        |        |        |        |        |        |        | 13     |        | Derde prov. Lim. A  | 36     |                                                  |
| 2007/08 |        |        |        |        |        |        |        |        | 16     | Vierde prov. Lim. D | 12     |                                                  |
| 2008/09 |        |        |        |        |        |        |        |        | 13     | Vierde prov. Lim. C | 19     |                                                  |
| 2009/10 |        |        |        |        |        |        |        |        | 11     | Vierde prov. Lim. C | 31     |                                                  |
| 2010/11 |        |        |        |        |        |        |        |        | 6      | Vierde prov. Lim. A | 48     |                                                  |
| 2011/12 |        |        |        |        |        |        |        |        | 6      | Vierde prov. Lim. C | 48     |                                                  |
| 2012/13 |        |        |        |        |        |        |        |        | 7      | Vierde prov. Lim. C | 56     |                                                  |
| 2013/14 |        |        |        |        |        |        |        |        | 6      | Vierde prov. Lim. C | 49     |                                                  |
| 2014/15 |        |        |        |        |        |        |        |        | 5      | Vierde prov. Lim. C | 57     |                                                  |
| 2015/16 |        |        |        |        |        |        |        |        | 9      | Vierde prov. Lim. C | 39     |                                                  |
|         | 1A     | 1B     | 1Am    | 2Am    | 3Am    | P.I    | P.II   | P.III  | P.IV   |                     |        |                                                  |
| 2016/17 |        |        |        |        |        |        |        |        | 12     | Vierde prov. Lim. A | 21     |                                                  |
| 2017/18 |        |        |        |        |        |        |        |        | 11     | Vierde prov. Lim. A | 40     |                                                  |
| 2018/19 |        |        |        |        |        |        |        |        | 16     | Vierde prov. Lim. A | 20     |                                                  |
| 2019/20 |        |        |        |        |        |        |        |        | 8      | Vierde prov. Lim. C | 35,48  | Competitie vroegtijdig stopgezet wegens Covid-19 |
| 2020/21 |        |        |        |        |        |        |        |        | -      | Vierde prov. Lim. C | -      | Seizoen geschrapt wegens Covid-19                |
| 2021/22 |        |        |        |        |        |        |        |        | 10     | Vierde prov. Lim. C | 30     |                                                  |